# (85422) Maedanaoe
(85422) Maedanaoe est un astéroïde de la ceinture principale.

## Description
(85422) Maedanaoe est un astéroïde de la ceinture principale. Il fut découvert le 13 décembre 1996 à Saji par l'observatoire de Saji. Il présente une orbite caractérisée par un demi-grand axe de 2,69 UA, une excentricité de 0,28 et une inclinaison de 13,4° par rapport à l'écliptique.

## Compléments